# Bernd Schuster
Bernhard "Bernd" Schuster (phát âm tiếng Đức: [ˈbɛʁnhaʁt ˈbɛʁnt ˈʃuːstɐ]; sinh ngày 22 tháng 12 năm 1959) là một cựu cầu thủ bóng đá người Đức từ cuối những năm 1970 đến đầu những năm 1990, người đã giành được các danh hiệu câu lạc bộ khi chơi cho các đội bóng của Tây Ban Nha FC Barcelona (1980-1987) và Real Madrid (1988-1990). Ông chơi ở vị trí tiền vệ và có biệt danh là "der Blonde Engel" (Thiên thần tóc vàng). Sau khi giải nghệ với tư cách là một cầu thủ, ông quản lý một số câu lạc bộ châu Âu, bao gồm Real Madrid, đưa câu lạc bộ này đến chức vô địch trong mùa giải 2007-08.

## Sự nghiệp câu lạc bộ
Schuster bắt đầu sự nghiệp chuyên nghiệp của mình với 1. FC Köln ở tuổi 18 vào năm 1978 sau một số màn trình diễn đầy hứa hẹn với đội tuyển U18 Quốc gia Tây Đức. Schuster rời Köln sau chiến dịch châu Âu năm 1980 để ký hợp đồng với FC Barcelona của Tây Ban Nha, nơi ông đã phát triển mạnh mẽ. Trong sự nghiệp của mình, ông chơi cho các câu lạc bộ Real Madrid, Atlético Madrid và Bayer Leverkusen. Tại đội cuối cùng của mình, đội bóng Pumas de la UNAM của Mexico, ông đã đá 10 trận vào mùa xuân năm 1997.

### FC Barcelona
Schuster là một phần quan trọng của đội FC Barcelona trong những năm 1980, dẫn dắt trận đấu từ hàng tiền vệ và ghi được nhiều bàn thắng. Chủ tịch câu lạc bộ lúc đó Josep Lluís Núñez và một số huấn luyện viên như Helenio Herrera, Udo Lattek, Terry Venables và Luis Aragonés có mối quan hệ căng thẳng với Schuster. Tuy nhiên, ông đã giành được Quả bóng bạc châu Âu năm 1980 và Quả bóng đồng châu Âu năm 1981 và 1985. Ở tuổi 21, vào năm 1981, ông đã gặp phải chấn thương nặng ở đầu gối phải do hậu vệ Andoni Goikoetxea của Athletic Bilbao gây ra.

### Real Madrid
Việc Schuster chuyển đến Real Madrid đã gây tranh cãi do sự cạnh tranh mạnh mẽ giữa Barcelona và Madrid. Phong cách của Bernd Schuster đã bổ sung cho nhóm các cầu thủ Madrid trưởng thành được biết đến với cái tên la Quinta del Buitre, người đã dẫn dắt đội bóng này thống trị giải vô địch Tây Ban Nha trong suốt thập niên 1980.

### Atlético Madrid
Schuster ký hợp đồng với Atlético Madrid vào mùa thu năm 1990 và giúp cải thiện hiệu suất thi đấu của Atletico vốn chỉ dựa trên các đường chuyền ngang. Những đường chuyền chính xác vượt tuyến của ông đã giúp khôi phục Atlético Madrid như một câu lạc bộ nổi bật.

### Bayer Leverkusen
Năm 1993, Schuster trở về quê nhà Đức để chơi trong ba mùa giải với Bayer Leverkusen. Mặc dù có những đóng góp của ông, câu lạc bộ này đã không thể giành được các danh hiệu Bundesliga và Cup Đức, nhưng màn trình diễn của ông đã truyền cảm hứng cho phần lớn đất nước để tranh giành một vị trí cho anh trong đội hình World Cup 1994. Trong cuộc bầu cử "Bàn thắng của năm" của đài truyền hình quốc gia ARD, Schuster đã giành được ba vị trí đầu vào năm 1994. Trong cuộc bình chọn Golden Jubilee của UEFA để tìm ra những cầu thủ hay nhất châu Âu trong năm thập kỷ qua, Schuster là cầu thủ đứng thứ 40.